# Liste de films tournés à Marseille
Un certain nombre d'œuvres cinématographiques et télévisuelles ont été tournés dans la ville de Marseille et sa banlieue.

## Années 1930
- 1931 : Marius de Marcel Pagnol.
- 1931 : À l'est de Shanghaï d'Alfred Hitchcock.
- 1932 : Fanny de Marcel Pagnol.
- 1933 : L'Épervier de Marcel L'Herbier
- 1934 : Angèle de Marcel Pagnol.
- 1935 : Toni de Jean Renoir

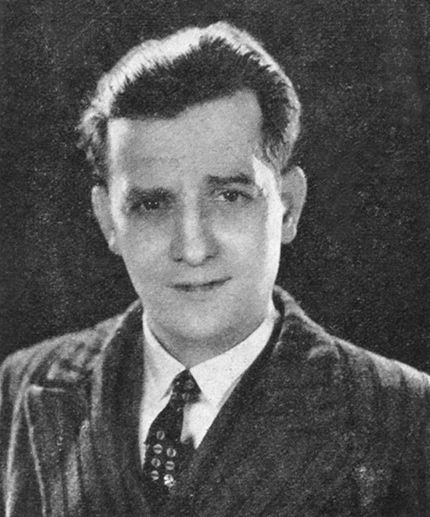
Marcel Pagnol en 1931.

- 1935 : Justin de Marseille de Maurice Tourneur.
- 1936 : Césarde Marcel Pagnol.
- 1937 : Pépé le Moko de Julien Duvivier.
- 1937 : Les Rois du sport de Pierre Colombier.
- 1938 : La Marseillaise de Jean Renoir.
- 1938 : Orage de Marc Allégret.
- 1938 : Le Schpountz de Marcel Pagnol.
- 1938 : Un de la Canebière de René Pujol.
- 1939 : Les Gangsters du château d'If de René Pujol.
- 1939 : Le Club des fadas de Émile Couzinet.

## Années 1940
- 1942 : Le Destin fabuleux de Désirée Clary de Sacha Guitry
- 1943 : Arlette et l'Amour de Robert Vernay
- 1943 : La Bonne Étoile de Jean Boyer.
- 1944 : Passage pour Marseille de Michael Curtiz.
- 1946 :Les Démons de l'aube de Yves Allégret
- 1947 :Cargaison clandestine d'Alfred Rode

## Années 1950
- Atoll K (1951) de Léo Joannon.
- Le Garçon sauvage (1951) de Jean Delannoy.
- Au pays du soleil (1951) de Maurice de Canonge
- La Table-aux-crevés (1951) de Henri Verneuil
- Le Couteau sous la gorge (1955) de Jacques Séverac
- Port du désir (1955) de Edmond T. Gréville.
- Le Rendez-vous des quais (1955) de Paul Carpita.
- Honoré de Marseille (1956) de Maurice Regamey.
- Tous peuvent me tuer (1957) d'Henri Decoin
- Le Secret de sœur Angèle de Léo Joannon
- Les Sept Tonnerres (1957) d'Hugo Fregonese.

## Années 1960
- 1960 : À bout de souffle de Jean-Luc Godard.
- 1960 : Marseille sans le soleil de Paul Carpita.
- 1961 : Un nommé La Rocca de Jean Becker.
- 1964 : Coplan prend des risques de Maurice Labro (Quai du Port, Montée des Accoules, quartier du Panier)
- 1965 : La Vieille Dame Indigne de René Allio.
- 1966 : Le Deuxième Souffle de Jean-Pierre Melville.
- 1966 : Les Centurions de Mark Robson
- 1968 : Adieu l'ami de Jean Herman, scénario Sébastien Japrisot
- 1968 : L'Armée des Ombres de Jean-Pierre Melville
- 1969 : Le Temps de vivre de Bernard Paul
- 1969 : Pierre et Paul de René Allio
- 1969 : Lettre à la prison de Marc Scialom

## Années 1970

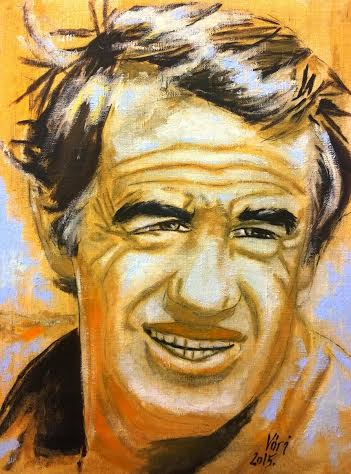
Jean-Paul Belmondo a joué plusieurs fois à Marseille : À bout de souffle, Un nommé La Rocca, Borsalino ou Le Marginal.

- 1970 : Le Passager de la pluie, de René Clément, scénario Sébastien Japrisot.
- 1970 : Borsalino, de Jacques Deray.
- 1970 : Le Cercle Rouge, de Jean-Pierre Melville.
- 1971 : Les Assassins de l'ordre, de Marcel Carné
- 1971 : French Connection, de William Friedkin.
- 1972 : La Course du lièvre à travers les champs, de René Clément, scénario Sébastien Japrisot. Tournage dans le quartier Les Grands-Carmes[1].
- 1972 : La Scoumoune, de José Giovanni.
- 1973 : La Belle Affaire, de Jacques Besnard
- 1974 : Borsalino & Co, de Jacques Deray.
- 1974 : Marseille Contrat, de Robert Parrish.
- 1975 : Le Gitan, de José Giovanni
- 1975 : French Connection II, de John Frankenheimer.
- 1976 : Les Mal partis, de Jean-Baptiste Rossi.
- 1979 : Retour à Marseille, de René Allio.

## Années 1980

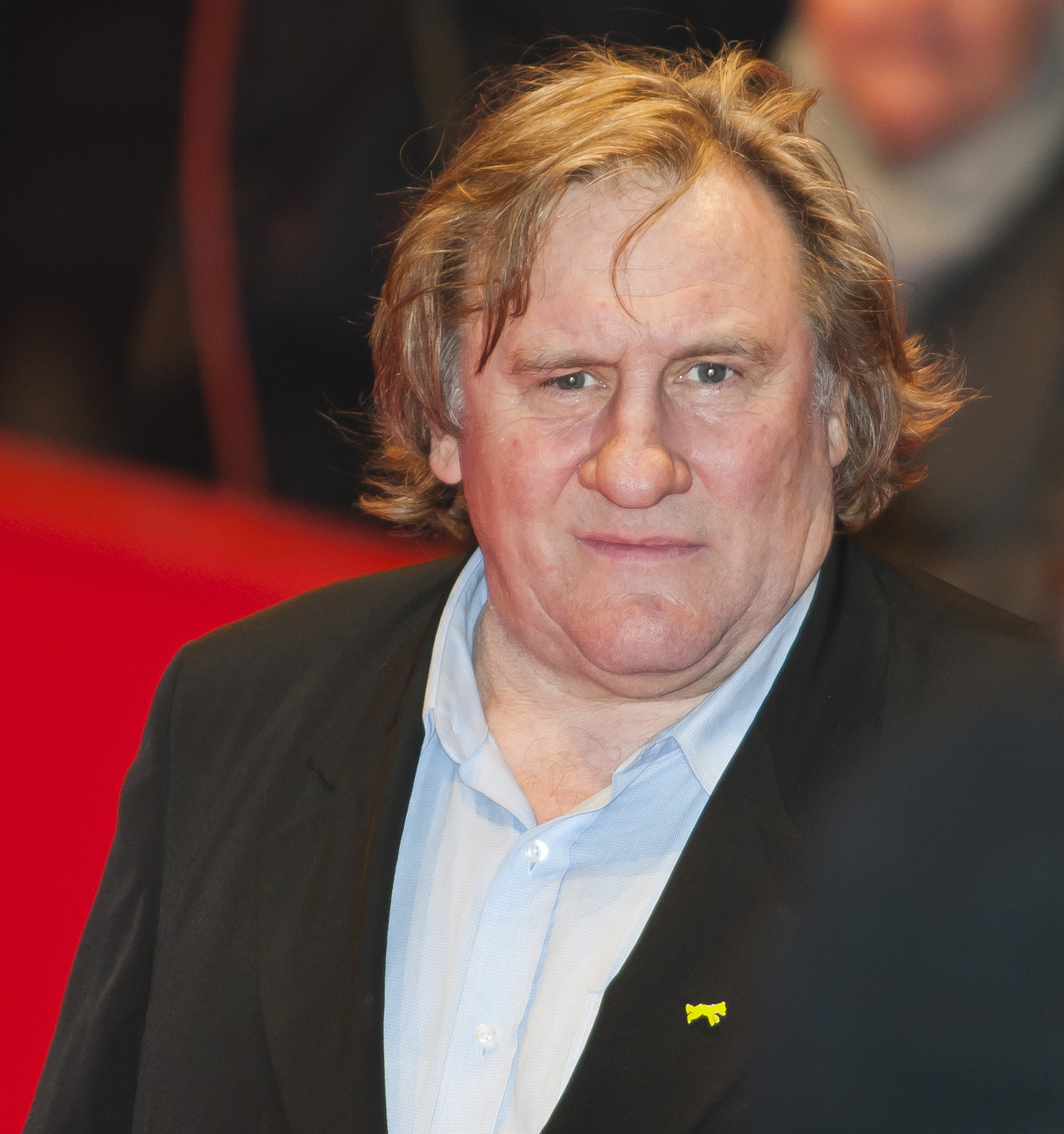
Gérard Depardieu a joué dans Le Grand Frère, La Lune dans le caniveau, Trop belle pour toi ou Marseille.

- Gérard Depardieu a joué dans Le Grand Frère, La Lune dans le caniveau, Trop belle pour toi ou Marseille.L'heure exquise (1980) de René Allio.
- Dernier Été (1981) de Robert Guédiguian.
- Le Grand Frère (1982) de Francis Girod
- Le Marginal (1983) de Jacques Deray.
- La Lune dans le caniveau (1983) de Jean-Jacques Beineix.
- Marche à l'ombre (1984) de Michel Blanc.
- Rouge Midi (1985) de Robert Guédiguian.
- 37°2 le matin (1986) de Jean-Jacques Beineix.
- Roselyne et les Lions de Jean-Jacques Beineix

## Années 1990
- Transit (1991) de René Allio.
- Le Château de ma mère d'Yves Robert
- Mayrig (1991) d'Henri Verneuil.

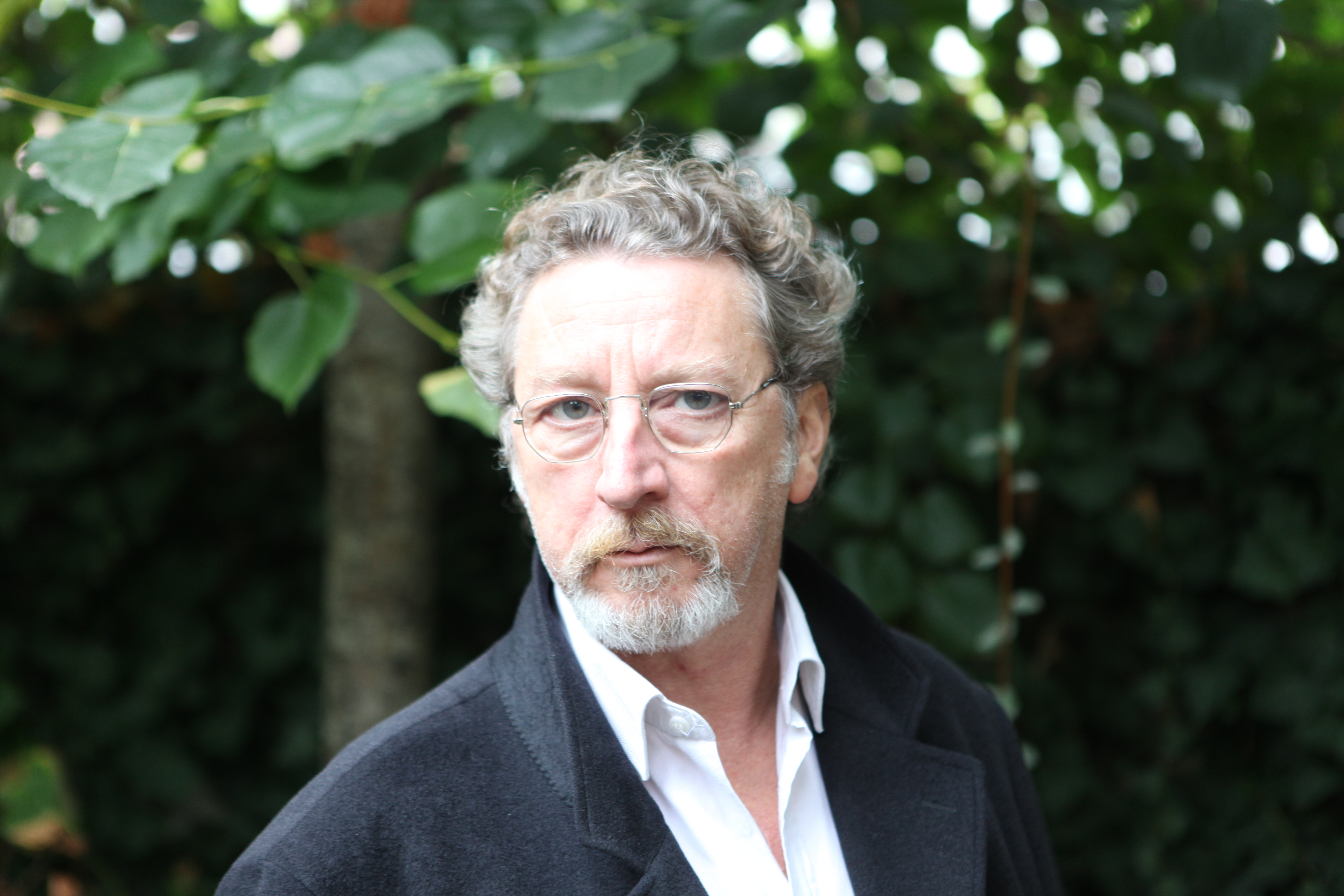
Robert Guédiguian.

- 588, rue Paradis (1991) d'Henri Verneuil.
- Un, deux, trois, soleil de Bertrand Blier
- À la vie, à la mort ! (1995) de Robert Guédiguian.
- Bye-bye de Karim Dridi.
- Nénette et Boni (1996) de Claire Denis
- Marius et Jeannette (1997) de Robert Guédiguian.
- Taxi (1998) de Gérard Pirès et Luc Besson.
- Trop belle pour toi (1998) de Bertrand Blier.
- Légionnaire (1998) de Peter MacDonald.
- Les Collègues (1999) de Philippe Dajoux.
- Le Schpountz (1999) de Gérard Oury.

## Années 2000
- Comme un aimant (2000) de Kamel Saleh.
- Taxi 2 de Gérard Krawczyk
- Laissons Lucie faire ! (2000) de Emmanuel Mouret
- Baise-moi (2000) de Virginie Despentes et Coralie Trinh Thi.
- La Ville est tranquille (2000) de Robert Guédiguian.
- La Grande Vie ! de Philippe Dajoux
- Total Khéops (2002) de Alain Bévérini
- Arrête-moi si tu peux (2002) de Steven Spielberg.
- Le transporteur (2002) de Louis Leterrier et Corey Yuen.
- La Mémoire dans la peau (2002) de Doug Liman.
- Love Actually (2003) de Richard Curtis.
- Travail d'arabe (2003) de Christian Philibert
- Les Corps impatients de Xavier Giannoli
- Taxi 3 de Gérard Krawczyk
- L'Outremangeur (2003) de Thierry Binisti
- La Mémoire du tueur (2003) d'Erik Van Looy.
- Gomez et Tavarès (2003) de Gilles Paquet-Brenner
- Vénus et Fleur (2004) d'Emmanuel Mouret
- L'Amour aux trousses (2005) de Philippe de Chauveron.
- Crustacés et Coquillages (2005) de Olivier Ducastel et Jacques Martineau
- Le Voyage en Arménie (2006) de Robert Guédiguian.
- Le Héros de la famille de Thierry Klifa
- Le Deuxième Souffle (film, 2007) de Alain Corneau.
- Un cœur invaincu (2007) de Michael Winterbottom.
- Taxi 4 de Gérard Krawczyk
- Khamsa (2008) de Karim Dridi.
- Le transporteur 3 (2008) d'Olivier Megaton.
- MR 73 (2008) d'Olivier Marchal.
- Trahison de Jeffrey Nachmanoff
- Un Prophète (2009) de Jacques Audiard.

## Années 2010
- L'Immortel (2010) de Richard Berry.
- L'Italien (2010) d'Olivier Baroux
- Pieds nus sur les limaces (2010) de Fabienne Berthaud.
- For Lovers Only (2011) de Michael Polish.
- Les Neiges du Kilimandjaro (2011) de Robert Guédiguian.
- La Vraie Vie des profs (2013) d'Emmanuel Klotz.
- Marius et Fanny (2013) de Daniel Auteuil
- Vive la France (2013) de Michaël Youn.
- série télévisée Alex Hugo, première saison, épisode pilote : La Mort et la Belle Vie (2014) de Franck Thilliez et Nicolas Tackian
- Au fil d'Ariane (2014) de Robert Guédiguian.
- La French (2014) de Cédric Jimenez.
- 300 Hommes (2014) d'Aline Dalbis et Emmanuel Gras
- série télévisée Alex Hugo, première saison, épisode 1 : Comme un oiseau sans ailes  (2015) de Franck Thilliez et Nicolas Tackian
- série télévisée Alex Hugo, première saison, épisode 2 : La Traque (2015) de Franck Thilliez et Nicolas Tackian )
- série télévisée Alex Hugo, quatrième saison, épisode 2 : Pour le meilleur et pour le pire (2018) de Franck Thilliez et Nicolas Tackian (TGI et Hôpitaux de Marseille)
- Marseille (2016) de Kad Merad.
- Chouf (2016) de Karim Dridi.
- Un homme à la hauteur (2016) de Laurent Tirard.
- Taxi 5 (2018) de Franck Gastambide.
- Shéhérazade (2018) de Jean-Bernard Marlin.

## Années 2020
- 2020 : Bronx de Olivier Marchal (locaux du journal La Marseillaise[2], prison des Baumettes, quartier du Panier[3].
- 2020 : série télévisée Une si longue nuit
- 2021 : série télévisée Alex Hugo, septième saison, épisode 3 :  Seuls au monde de Franck Thilliez et Nicolas Tackian
- 2021 : Stillwater de Tom McCarthy
- 2021 : BAC Nord de Cédric Jimenez
- 2021 : Pourris gâtés de Nicolas Cuche
- 2022 : En nous de Régis Sauder
- 2022 : Le Saut du diable 2 : le Sentier des loups téléfilm de Julien Seri (cimetière militaire de Mazargues)
- 2023 : Marianne (saison 2) Série télévisée de Alexandre Charlot, Franck Magnier et Myriam Vinocour
- 2023 : Une zone à défendre de Romain Cogitore
- 2023 : Infiltré(e) mini-série de Frédéric Krivine

## Séries télévisées
- Van Loc : un grand flic de Marseille (1992-1998)
- Plus belle la vie (2004-)
- Le Transporteur (2012-)
- Caïn (2012-)
- Crossing Lines (2013-)
- Panthers (2015-)
- Marseille (2016-)
- Léo Mattei série télévisée

## Films récompensés
- Oscars : 
  - 1972 : French Connection (Meilleur film, Meilleur réalisateur pour William Friedkin, Meilleur acteur pour Gene Hackman ; et 2 autres récompenses)

- Festival de Cannes : 
  - 2009 : Un Prophète (Grand prix)
  - 1989 : Trop belle pour toi (Grand prix)
- Golden Globes
  - 1972 : French Connection (Meilleur film dramatique, Meilleur réalisateur pour William Friedkin, Meilleur acteur dans un film dramatique pour Gene Hackman)

- César du cinéma :
  - 2009 : Un Prophète (Meilleur film, Meilleur réalisateur pour Jacques Audiard, Meilleur acteur pour Tahar Rahime ; et 6 autres récompenses)
  - 1999 : Taxi (Meilleur montage, Meilleur son)
  - 1997 : Marius et Jeannette (Meilleure actrice pour Ariane Ascaride)
  - 1989 : Trop belle pour toi (Meilleur film, Meilleur réalisateur pour Bertrand Blier, Meilleure actrice pour Carole Bouquet ; et 2 autres récompenses)

- BAFTA Awards :
  - 2003 : Love Actually (Meilleur second rôle masculin pour Bill Nighy)
  - 1972 : French Connection (Meilleur acteur pour Gene Hackman, Meilleur montage pour Gerald B. Greenberg)
  - 2009 : Un Prophète (Meilleur film étranger)

- Festival international du film de Rome :
  - Le Voyage en Arménie (Meilleure actrice pour Ariane Ascaride)

- Festival international du film de Valladolid :
  - Les Neiges du Kilimandjaro (Meilleur film, Prix du public)

## Clip vidéos
- Damso - Macarena
- Bingo Players - Cry (Just A Little)